# Ron Boudrie
Ron Boudrie, född 6 april 1960 i Haag, är en nederländsk före detta volleybollspelare. Boudrie blev olympisk silvermedaljör i volleyboll vid sommarspelen 1992 i Barcelona.